# Стрільба на літніх Олімпійських іграх 2016 — скит (чоловіки)
Змагання зі стендової стрільби в дисципліні скит серед чоловіків на літніх Олімпійських іграх 2016 року пройшли 13 серпня на Національному стрілецькому центрі Ріо. У змаганнях взяли участь 32 спортсмени.

## Розклад змагань
Час - (EEST)
| Дата      | Час   | Раунд                 |
| --------- | ----- | --------------------- |
| 12 серпня | 15:30 | Кваліфікація (1 день) |
| 13 серпня | 15:30 | Кваліфікація (2 день) |
| 13 серпня | 21:00 | Півфінал              |
| 13 серпня | 21:15 | Матч за третє місце   |
| 13 серпня | 21:25 | Фінал                 |

## Призери
| Золото                  | Срібло                | Бронза                   |
| Габріеле Россетті (ITA) | Маркус Свенссон (SWE) | Абдулла Аль-Рашиді (IOA) |

## Зміни у форматі
В січні 2013 року Міжнародна федерація спортивної стрільби прийняла нові правила проведення змагань на 2013—2016 роки, які, зокрема, змінили порядок проведення фіналів. Спортсмени, що пройшли до фіналу, тепер розпочинають вирішальний раунд без очок, набраних у кваліфікації. У стендовій стрільбі з'явився півфінальний раунд, за підсумками якого два стрільці, які показали найкращий результат, виходять до фіналу, де визначають володаря золотої медалі. За бронзову медаль продовжують боротьбу учасники, які показали за підсумками півфіналу третій і четвертий результат.

## Змагання

### Кваліфікація
У кваліфікаційних змаганнях учасники виконують 5 серій по 25 пострілів. В півфінал проходять 6 спортсменів, які показали найкращий результат.
| Rank | Athlete              | Country                            | 1  | 2  | 3  | 4  | 5  | Total | Shoot-off | Notes |
| ---- | -------------------- | ---------------------------------- | -- | -- | -- | -- | -- | ----- | --------- | ----- |
| 1    | Абдулла Аль-Рашиді   | Незалежні олімпійські атлети (IOA) | 24 | 25 | 25 | 25 | 24 | 123   |           | Q, OR |
| 2    | Маркус Свенссон      | Швеція (SWE)                       | 25 | 25 | 25 | 24 | 24 | 123   |           | Q, OR |
| 3    | Стефан Нільссон      | Швеція (SWE)                       | 25 | 24 | 25 | 23 | 25 | 122   |           | Q     |
| 4    | Микола Мільчев       | Україна (UKR)                      | 25 | 24 | 25 | 24 | 24 | 122   |           | Q     |
| 5    | Габріеле Россетті    | Італія (ITA)                       | 24 | 25 | 22 | 25 | 25 | 121   | +12       | Q     |
| 6    | Єспер Хансен         | Данія (DEN)                        | 24 | 25 | 24 | 25 | 23 | 121   | +12       | Q     |
| 7    | Ерік Делоне          | Франція (FRA)                      | 24 | 25 | 25 | 24 | 24 | 121   | +11       |       |
| 8    | Антоні Терра         | Франція (FRA)                      | 24 | 23 | 25 | 24 | 25 | 121   | +3        |       |
| 9    | Майрадж Ахмад Хан    | Індія (IND)                        | 24 | 25 | 23 | 25 | 24 | 121   | +3        |       |
| 10   | Кіт Фергюсон         | Австралія (AUS)                    | 24 | 25 | 23 | 23 | 25 | 120   |           |       |
| 11   | Азмі Мехельба        | Єгипет (EGY)                       | 25 | 24 | 25 | 22 | 24 | 120   |           |       |
| 12   | Антон Астахов        | Росія (RUS)                        | 22 | 24 | 23 | 25 | 25 | 119   |           |       |
| 13   | Ефтіміос Мітас       | Греція (GRE)                       | 23 | 24 | 22 | 25 | 25 | 119   |           |       |
| 14   | Дайніс Упелнєкс      | Латвія (LAT)                       | 24 | 23 | 23 | 24 | 25 | 119   |           |       |
| 15   | Вінсент Генкок       | США (USA)                          | 23 | 24 | 24 | 24 | 24 | 119   |           |       |
| 16   | Андреас Часікос      | Кіпр (CYP)                         | 22 | 23 | 24 | 24 | 25 | 118   |           |       |
| 17   | Саїд Аль Мактум      | Об'єднані Арабські Емірати (UAE)   | 23 | 24 | 23 | 23 | 25 | 118   |           |       |
| 18   | Майкл Маскелл        | Барбадос (BAR)                     | 21 | 23 | 25 | 25 | 24 | 118   |           |       |
| 19   | Пол Адамс            | Австралія (AUS)                    | 24 | 24 | 24 | 23 | 23 | 118   |           |       |
| 20   | Сауд Хабіб           | Незалежні олімпійські атлети (IOA) | 21 | 24 | 24 | 24 | 24 | 117   |           |       |
| 21   | Френк Томпсон        | США (USA)                          | 23 | 22 | 24 | 25 | 23 | 117   |           |       |
| 22   | Ренато Портелла      | Бразилія (BRA)                     | 24 | 22 | 21 | 25 | 24 | 116   |           |       |
| 23   | Ральф Бухайм         | Німеччина (GER)                    | 22 | 21 | 25 | 24 | 24 | 116   |           |       |
| 24   | Луїджи Лодде         | Італія (ITA)                       | 21 | 23 | 24 | 24 | 24 | 116   |           |       |
| 25   | Себастьян Кунчик     | Австрія (AUT)                      | 22 | 22 | 24 | 24 | 24 | 116   |           |       |
| 26   | Хуан Мігель Родрігес | Куба (CUB)                         | 24 | 21 | 23 | 25 | 23 | 116   |           |       |
| 27   | Федеріко Хіль        | Аргентина (ARG)                    | 23 | 23 | 23 | 24 | 23 | 116   |           |       |
| 28   | Франко Донато        | Єгипет (EGY)                       | 22 | 23 | 23 | 24 | 23 | 115   |           |       |
| 29   | Саіф бін Футтайс     | Об'єднані Арабські Емірати (UAE)   | 21 | 23 | 24 | 23 | 23 | 114   |           |       |
| 30   | Рональдас Рачинскас  | Литва (LTU)                        | 23 | 20 | 21 | 24 | 24 | 112   |           |       |
| 31   | Насер Аль Атіях      | Катар (QAT)                        | 21 | 22 | 21 | 24 | 23 | 111   |           |       |
| 32   | Рашид Салех Хамад    | Катар (QAT)                        | 21 | 21 | 21 | 24 | 22 | 109   |           |       |

### Півфінал
У півфіналі стрільці виконують по 16 пострілів. У фінал проходять 2 спортсмени, які показали найкращий результат.
| Rank | Athlete            | Country                            | Total | Shoot-off | Notes              |
| ---- | ------------------ | ---------------------------------- | ----- | --------- | ------------------ |
| 1    | Габріеле Россетті  | Італія (ITA)                       | 16    |           | Gold Medal Match   |
| 1    | Маркус Свенссон    | Швеція (SWE)                       | 16    |           | Gold Medal Match   |
| 3    | Микола Мільчев     | Україна (UKR)                      | 15    |           | Bronze Medal Match |
| 4    | Абдулла Аль-Рашиді | Незалежні олімпійські атлети (IOA) | 14    | +4        | Bronze Medal Match |
| 5    | Єспер Хансен       | Данія (DEN)                        | 14    | +3        |                    |
| 6    | Стефан Нільссон    | Швеція (SWE)                       | 14    | +3        |                    |

### Фінал
| Місце | Спортсмен          | Країна                             | Загалом | Перестрілка | Нотатки |
| ----- | ------------------ | ---------------------------------- | ------- | ----------- | ------- |
| 1     | Габріеле Россетті  | Італія (ITA)                       | 16      |             |         |
| 2     | Маркус Свенссон    | Швеція (SWE)                       | 15      |             |         |
| 3     | Абдулла Аль-Рашиді | Незалежні олімпійські атлети (IOA) | 16      |             |         |
| 4     | Микола Мільчев     | Україна (UKR)                      | 14      |             |         |